# Шредер, Андрей Андреевич
Андрей Андреевич Шредер (1780—1858) — российский государственный деятель и дипломат. Действительный тайный советник (1857).

## Биография
С 1800 года на службе в Коллегии иностранных дел. С 1807 года секретарь дипломатической миссии в Дрездене, с 1811 года в  Штутгарте. С 1817 года советник  посольства в Париже, в отсутствие посланника России во Франции Ш. А. Поццо ди Борго исполнял его обязанности.
С 1829 года чрезвычайный посланник и полномочный министр  при Саксонском, Дрезденском и Ганноверском дворах. В 1832 году   произведён в действительные статские советники, 1834 году произведён в тайные советники.
С 1857 года действительный тайный советник. Был награждён всеми российскими орденами вплоть до ордена Святого Александра Невского с бриллиантовыми знаками пожалованные ему 13 мая 1852 года.